# Programari del sistema de Nintendo Switch
Programari del sistema de Nintendo Switch és un conjunt de versions de firmware i programari actualitzables a les consoles de videojocs Nintendo Switch i Nintendo Switch 2.

## Sistema
El sistema operatiu natiu de la consola és un fork de FreeBSD. Un pirata anomenat Plutoo va trobar crides de sistema semblants a les del programari del sistema de Nintendo 3DS però especula que aquestes s'hagin reescrit.
A part d'això alguns components d'Android són presents al sistema operatiu de la Switch, com l'entorn multimèdia Stagefright. La renderització del contingut web és realitzat via WebKit. Encara que no existeixi un navegador disponible per a l'usuari mitjà, s'hi pot accedir a un applet Webkit connectant-se a una xarxa que demani iniciar sessió, i un applet WebKit també s'utilitza per a diverses funcions del sistema operatiu, com a la Nintendo eShop.

## Interfície d'usuari
- Pantalla d'inici. Dona detalls sobre la bateria, internet i informació del temps al costat superior dret, a sota hi ha una graella ensenyant tot el software del sistema, descarregat i físic. A sota s'hi troben les dreceres per a les funcions del sistema operatiu com la Nintendo eShop, ajustos i un mode d'espera, entre d'altres.
- Notícies. Permet als usuaris llegir notícies i anuncis de videojocs oferts per Nintendo i terceres empreses. Les notícies també apareixen a la pantalla de desbloqueig. La interfície del mode Notícies va ser millorada amb nous titulars amb l'actualització 2.0.0 però amb la versió 3.0.0 es va realitzar un canvi profund, afegir diversos "canals" per a cada joc en els que cada jugador s'hi pot subscriure, i millorant també els titulars; la versió 4.0.0 va canviar també el seu disseny.
- Nintendo eShop. Obre una interfície basada en WebKit que permet a l'usuari comprar i descarregar jocs de la Nintendo eShop.
- Àlbum. Emmagatzema totes les captures tant fotos com vídeos. Prement el botó de captura del comandament, segons el programa, desarà una captura, a la microSD o a la memòria del sistema. L'àlbum permet als usuaris veure les captures que han pres; després aquestes es poden editar afegint text, o es poden enviar a Facebook o X (aquest últim, fins al juny de 2024)[7] (amb l'actualització 2.0.0 es pot fer des de la pròpia interfície del sistema). Només es poden fer vídeos a partir de l'actualització 4.0.0 on, en els jocs compatibles, s'ha de mantenir premut el botó de captura i durar com a molt 30 segons; després es poden reduir i compartir.
- Comandaments. Permet connectar, desconnectar o reconnectar els comandaments. La versió 3.0.0 va afegir l'opció de trobar els comandaments, que permet que els que els comandaments propers que han estat connectats que puguin ser activats remotament i vibrar.
- Ajustos. Permet modificar ajustos del sistema, i inclou altres funcions com la de crear Miis.

## Actualitzacions del sistema
La versió inicial del programari del sistema de Nintendo Switch el dia d'estrena va ser actualitzada amb una versió "dia 1" el 3 de març de 2017. L'actualització va afegir funcions en línia que mancaven del programari original abans de la seva estrena oficial. Algunes funcions notables d'aquesta actualització serveixen per accedir a la Nintendo eShop així com l'habilitat d'afegir amics a una llista d'amics, semblant a com va ocórrer amb Nintendo 3DS.
- Versió del menú: 20.1.1 (disponible a partir del 3 de juny de 2025)
  - Es resol un problema que impedia que alguns programes s'obrissin despr
- Versió del menú: 20.1.0 (disponible a partir del 28 de maig de 2025)
  - S'actualitza l'aspecte virtual dels ajustos de control parental.
  - S'actualitza el so que se sent en iniciar Nintendo Switch Online.
  - S'han realitzat millores addicionals a l'estabilitat general del sistema i altres ajustos menors per millorar l'experiència de l'usuari.
- Versió del menú: 20.0.1 (disponible a partir del 2 de maig de 2025)
  - Es corregeix un problema que feia que el codi d'error 2206-1015 sortís a vegades després de reiniciar la consola després d'actualitzar-la a 20.0.0.
- Versió del menú: 20.0.0 (disponible a partir del 30 d'abril de 2025)
  - S'afegeixen les icones de targetes de joc virtuals i GameShare al menú HOME.
  - S'afegeix l'apartat d'ajustos de verificació d'identitat en el menú d'usuaris.
  - S'afegeixen els ajustos de llicències en línia.
  - Es canvien els colors de les icones de l'eShop i notícies per coincidir amb els de la Switch 2.
  - Ara es poden seleccionar diferents arxius de partida i transferir-los alhora.
  - S'afegeix una opció de tansferència entre consoles a Nintendo Switch 2 en el menú de configuració.
  - S'actualitzen algunes icones d'usuari.
- Versió del menú: 19.0.1 (disponible a partir del 29 d'octubre de 2024)
  - Es resol un problema amb l'adaptador de comandaments de GameCube que n'impedia el funcionament.
  - Es resol un problema que provocava que certs processos que requereixen de connexió a internet, com les descàrregues de programes, no es duguessin a terme correctament en el mode d'espera.
  - S'han realitzat millores addicionals a l'estabilitat general del sistema i altres ajustos menors per millorar l'experiència de l'usuari.
- Versió del menú: 19.0.0 (disponible a partir del 7 d'octubre de 2024)
  - S'han realitzat millores addicionals a l'estabilitat general del sistema i altres ajustos menors per millorar l'experiència de l'usuari.
- Versió del menú: 18.1.0 (disponible a partir del 10 de juny de 2024)
  - S'elimina l'opció de penjar contingut de l'àlbum a Twitter/X.
  - S'elimina la possiiblitat de penjar captures de l'àlbum de Super Smash Bros. Ultimate a l'Smash World en l'aplicació per a dispositius intel·ligents de Nintendo Switch Online.
  - S'elimina, en els ajustos de l'usuari, l'opció de vincular-li un compte d'X.
  - S'eliminen les suggerències d'amics que provinguin de comptes de xarxes socials.
  - S'han realitzat millores addicionals a l'estabilitat general del sistema i altres ajustos menors per millorar l'experiència de l'usuari.
- Versió del menú: 18.0.1 (disponible a partir del 25 de març de 2024)
  - S'arregla un problema en què certs punts d'accés sense fils no es poden trobar quan s'està configurant una nova xarxa sense fils.
  - S'arregla un problema amb el control parental en sistemes coreans.
- Versió del menú: 18.0.0 (disponible a partir del 25 de març de 2024)
  - S'arregla un problema amb el control parental en sistemes coreans.
  - S'afegeix l'opció "15 minuts" per posar la consola en mode repòs quan està connectada al dock.
  - S'han realitzat millores addicionals a l'estabilitat general del sistema i altres ajustos menors per millorar l'experiència de l'usuari.
- Versió del menú: 17.0.1 (disponible a partir del 4 de desembre de 2023)
  - Resol un problema amb la connexió local en alguns programes.
  - S'han realitzat millores addicionals a l'estabilitat general del sistema i altres ajustos menors per millorar l'experiència de l'usuari.
- Versió del menú: 17.0.0 (disponible a partir del 10 d'octubre de 2023)
  - S'han realitzat millores addicionals a l'estabilitat general del sistema i altres ajustos menors per millorar l'experiència de l'usuari.
- Versió del menú: 16.1.0 (disponible a partir del 21 d'agost de 2023)
  - S'han realitzat millores addicionals a l'estabilitat general del sistema i altres ajustos menors per millorar l'experiència de l'usuari.
- Versió del menú: 16.0.3 (disponible a partir del 8 de maig de 2023)
  - S'han realitzat millores addicionals a l'estabilitat general del sistema i altres ajustos menors per millorar l'experiència de l'usuari.
- Versió del menú: 16.0.2 (disponible a partir del 17 d'abril de 2023)
  - S'han realitzat millores addicionals a l'estabilitat general del sistema i altres ajustos menors per millorar l'experiència de l'usuari.
- Versió del menú: 16.0.1 (disponible a partir del 23 de març de 2023)
  - S'han realitzat millores addicionals a l'estabilitat general del sistema i altres ajustos menors per millorar l'experiència de l'usuari.
- Versió del menú: 16.0.0 (disponible a partir del 20 de febrer de 2023)
  - Els noms d'usuari que no es poden utilitzar passen a anomenar-se "???".
  - S'han realitzat millores addicionals a l'estabilitat general del sistema i altres ajustos menors per millorar l'experiència de l'usuari.
- Versió del menú: 15.0.1 (disponible a partir del 31 d'octubre de 2022)
  - Resolt el codi d'error 2181-1000 que sortia quan es jugava a contingut d'una consola que no era la primària.
  - Resolt l'error que impedia de fer captures de pantalla en certs moments de certs jocs.
  - S'han realitzat millores addicionals a l'estabilitat general del sistema i altres ajustos menors per millorar l'experiència de l'usuari.
- Versió del menú: 15.0.0 (disponible a partir de l'11 d'octubre de 2022)
  - S'ha mogut l'opció d'àudio de Bluetooth dins la configuració de la consola.
  - Ara es poden fer captures de pantalla des de l'aplicatiu Nintendo Switch Online del menú HOME.
  - S'han realitzat millores addicionals a l'estabilitat general del sistema i altres ajustos menors per millorar l'experiència de l'usuari.
- Versió del menú: 14.1.2 (disponible a partir del 14 de juny de 2022)
  - S'han realitzat millores addicionals a l'estabilitat general del sistema i altres ajustos menors per millorar l'experiència de l'usuari.
- Versió del menú: 14.1.1 (disponible a partir del 19 d'abril de 2022)
  - S'han realitzat millores addicionals a l'estabilitat general del sistema i altres ajustos menors per millorar l'experiència de l'usuari.
- Versió del menú: 14.1.0 (disponible a partir del 5 d'abril de 2022)
  - S'afegeixen notificacions per a reclamar punts de platí per al compte de My Nintendo.
- Versió del menú: 14.0.0 (disponible a partir del 22 de març de 2022)
  - S'afegeix l'opció d'agrupar programes a la secció "tots els programes" del menú HOME.
  - S'afegeix la possibilitat de controlar el volum dels dispositius d'àudio Bluetooth a través dels botons de volum.
- Versió del menú: 13.2.1 (disponible a partir del 19 de gener de 2022)
  - S'han realitzat millores addicionals a l'estabilitat general del sistema i altres ajustos menors per millorar l'experiència de l'usuari.
- Versió del menú: 13.2.0 (disponible a partir del 30 de novembre de 2021)
  - S'han realitzat millores addicionals a l'estabilitat general del sistema i altres ajustos menors per millorar l'experiència de l'usuari.
- Versió del menú: 13.1.0 (disponible a partir del 25 d'octubre de 2021)
  - S'afegeix compatibilitat amb Nintendo Switch Online + Paquet d'expansió.
  - S'han realitzat millores addicionals a l'estabilitat general del sistema i altres ajustos menors per millorar l'experiència de l'usuari.
- Versió del menú: 13.0.0 (disponible a partir del 14 de setembre de 2021)
  - Afegeix compatibilitat amb dispositius de sortida de so Bluetooth.
  - S'afegeix una opció per actualitzar el dock per a consoles Nintendo Switch model OLED.
  - S'afegeix una opció a ajustos per poder habilitar l'opció de mantenir la connexió a internet en mode d'espera.
  - Canvia la manera en què s'inicia la calibració de la palanca a ajustos.
  - Ara els usuaris poden veure si la seva connexió a internet és de 2,4 GHz o 5 GHz.
- Versió del menú: 12.1.0 (disponible a partir del 5 de juliol de 2021)
  - Si no hi ha prou espai disponible en la targeta microSD o en la memòria de la consola, ara es permetrà a l'usuari alliberar espai abans de començar a descarregar alguna aplicació.
  - S'han realitzat millores addicionals a l'estabilitat general del sistema i altres ajustos menors per millorar l'experiència de l'usuari.
- Versió del menú: 12.0.3 (disponible a partir del 8 de juny de 2021)
  - S'han realitzat millores addicionals a l'estabilitat general del sistema i altres ajustos menors per millorar l'experiència de l'usuari.
- Versió del menú: 12.0.2 (disponible a partir de l'11 de maig de 2021)
  - S'han realitzat millores addicionals a l'estabilitat general del sistema i altres ajustos menors per millorar l'experiència de l'usuari.
- Versió del menú: 12.0.1 (disponible a partir del 19 d'abril de 2021)
  - S'han realitzat millores addicionals a l'estabilitat general del sistema i altres ajustos menors per millorar l'experiència de l'usuari.
- Versió del menú: 12.0.0 (disponible a partir del 5 d'abril de 2021)
  - S'arregla un error amb la funcionalitat de còpies de seguretat de les partides, ja que en alguns casos rars, la còpia automàtica queda interrompuda per un problema de connexió.
- Versió del menú: 11.0.1 (disponible a partir del 10 de desembre de 2020)
  - Arregla alguns problemes provocats per la versió 11.0.0, on alguns jocs no s'executaven correctament, la imatge no es mostrava en alguns models de televisor i va canviar com reaccionaven els sticks C i el de control del comandament adaptat de Nintendo GameCube.
- Versió del menú: 11.0.0 (disponible a partir del 30 de novembre de 2020)
  - S'afegeix un panell pel Nintendo Switch Online al menú HOME.
  - Una nova funció descarrega automàticament partides desades al núvol.
  - A la pàgina d'usuari s'ha afegit un apartat de tendències, per conèixer a què han estat jugant els amics afegits.
  - Una nova funció permet als usuaris transferir captures d'imatge i vídeo als seus telèfons intel·ligents, o bé a l'ordinador mitjançant un cable USB.
  - Es poden prioritzar les descàrregues en procés.
  - S'afegeixen icones d'usuari.
  - Es poden anomenar les combinacions de canvi de botons personalitzades.
  - La interfície ara està disponible en portuguès del Brasil.
  - S'han realitzat millores addicionals a l'estabilitat general del sistema i altres ajustos menors per millorar l'experiència de l'usuari.
- Versió del menú: 10.2.0 (disponible a partir del 14 de setembre de 2020)
  - S'han realitzat millores addicionals a l'estabilitat general del sistema i altres ajustos menors per millorar l'experiència de l'usuari.
- Versió del menú: 10.1.0 (disponible a partir del 13 de juliol de 2020)
  - S'han realitzat millores addicionals a l'estabilitat general del sistema i altres ajustos menors per millorar l'experiència de l'usuari.
- Versió del menú: 10.0.4 (disponible a partir del 4 de juny de 2020)
  - S'arregla el problema en què en algunes regions no era possible afegir saldo a la Nintendo eShop amb una targeta de crèdit nova o bé afegir la seva informació.
- Versió del menú: 10.0.3 (disponible a partir del 25 de maig de 2020)
  - S'han realitzat millores addicionals a l'estabilitat general del sistema i altres ajustos menors per millorar l'experiència de l'usuari.
- Versió del menú: 10.0.2 (disponible a partir del 29 d'abril de 2020)
  - S'arregla un problema provocat amb les versions 10.0.X on un Nintendo Switch Pro Controller registrava entrades incorrectes.
  - S'han realitzat millores addicionals a l'estabilitat general del sistema i altres ajustos menors per millorar l'experiència de l'usuari.
- Versió del menú: 10.0.1 (disponible a partir del 21 d'abril de 2020)
  - S'han realitzat millores addicionals a l'estabilitat general del sistema i altres ajustos menors per millorar l'experiència de l'usuari.
- Versió del menú: 10.0.0 (disponible a partir del 13 d'abril de 2020)
  - Es poden marcar com a preferides algunes notícies.
  - Ara es poden transferir dades de memòria a la targeta microSD.
  - Ara és possible reconfigurar els botons des de la configuració de la consola, i tenir-ne diverses configuracions.
  - En opcions d'usuari, s'afegeix una opció sobre mostrar el temps d'activitat.
  - S'afegeixen més icones d'usuari basats en Animal Crossing: New Horizons.
  - S'han realitzat millores addicionals a l'estabilitat general del sistema i altres ajustos menors per millorar l'experiència de l'usuari.
- Versió del menú: 9.2.0 (disponible a partir del 2 de març de 2020)
  - S'han realitzat millores addicionals a l'estabilitat general del sistema i altres ajustos menors per millorar l'experiència de l'usuari.
- Versió del menú: 9.1.0 (disponible a partir del 4 de desembre de 2019)
  - S'arregla un problema en què no es mostrava correctament de quin color era el Joy-Con s'havia configurat a la consola.
  - S'han realitzat millores addicionals a l'estabilitat general del sistema i altres ajustos menors per millorar l'experiència de l'usuari.
- Versió del menú: 9.0.1 (disponible a partir del 30 de setembre de 2019)
  - S'arregla un problema en què es demanava retirar els Joy-Cons en una consola Nintendo Switch Lite.
  - S'arregla un problema que podia generar errors jugant.
  - S'han realitzat millores addicionals a l'estabilitat general del sistema i altres ajustos menors per millorar l'experiència de l'usuari.
- Versió del menú: 9.0.0 (disponible a partir del 9 de setembre de 2019)
  - S'afegeix una opció de cerca al canal de notícies.
  - S'afegeix una opció de mostrar un codi QR als ajustos de l'usuari.
  - S'afegeixen opcions per configurar alarmes a configuració de la consola.
  - S'afegeix la possibilitat de configurar la sensibilitat de la pantalla tàctil.
  - En consoles Nintendo Switch Lite, es pot desactivar o activar la entrada de botons dels Joy-Cons adherits.
  - S'afegeix l'opció de convidar a usuaris a jugar en línia des del menú.
  - S'arregla un problema que impedia executar el joc Fire Emblem: Three Houses.
  - S'han realitzat millores addicionals a l'estabilitat general del sistema i altres ajustos menors per millorar l'experiència de l'usuari.
- Versió del menú: 8.1.0 (disponible a partir del 17 de juny de 2019)
  - S'han realitzat millores addicionals a l'estabilitat general del sistema i altres ajustos menors per millorar l'experiència de l'usuari.
- Versió del menú: 8.0.1 (disponible a partir del 23 d'abril de 2019)
  - S'han realitzat millores addicionals a l'estabilitat general del sistema i altres ajustos menors per millorar l'experiència de l'usuari.
- Versió del menú: 8.0.0 (disponible a partir del 15 d'abril de 2019)
  - S'afegeix una opció d'ordenar tot el programari descarregat clicant a l'opció "tots els programes" en el menú HOME.
  - S'afegeix una opció per veure totes les notícies disponibles.
  - S'afegeixen nous icones basats en Splatoon 2 i Yoshi's Crafted World.
  - S'afegeix una funció per transferir partides entre consoles.
  - S'habilita l'opció de fer zoom a la pantalla des de configuració.
  - S'afegeix una opció per evitar que la consola abandoni el mode d'espera en connectar un carregador.
  - S'afegeixen restriccions de realitat virtual a la configuració del control parental.
  - Ara es pot escollir Hong Kong, Taiwan o Corea com a regions.
  - Es canvien els noms d'algunes funcions relacionades amb la còpia de seguretat de les partides.
  - S'han realitzat millores addicionals a l'estabilitat general del sistema i altres ajustos menors per millorar l'experiència de l'usuari.
- Versió del menú: 7.0.1 (disponible a partir del 18 de febrer de 2019)
  - S'arregla un problema on els jocs Pokémon: Let's Go, Pikachu! i Pokémon: Let's Go, Eevee! no es podien reconnectar a l'aplicació Pokémon Go si el joc es tancava després d'enllaçar-se a l'app.
- Versió del menú: 7.0.0 (disponible a partir del 28 de gener de 2019)
  - S'afegeixen sis icones d'usuari basats en New Super Mario Bros. U Deluxe.
  - S'afegeixen les següents llengües per a la interfície del menú HOME: xinès simplificat, xinès tradicional i coreà.
  - S'han realitzat millores addicionals a l'estabilitat general del sistema i altres ajustos menors per millorar l'experiència de l'usuari.
- Versió del menú: 6.2.0 (disponible a partir del 19 de novembre de 2018)
  - S'han realitzat millores addicionals a l'estabilitat general del sistema i altres ajustos menors per millorar l'experiència de l'usuari.
- Versió del menú: 6.1.0 (disponible a partir del 29 d'octubre de 2018)
  - S'arregla un problema en què certs jocs no identificaven una recent compra d'una subscripció a Nintendo Switch Online.
- Versió del menú: 6.0.1 (disponible a partir del 8 d'octubre de 2018)
  - S'arregla un problema on no es mostraven els valors correctes de descàrrega i pujada fent proves de connexió a internet.
  - S'arregla un problema on alguns sensors de moviment de comandaments llicenciats no registraven valors correctes.
- Versió del menú: 6.0.0 (disponible a partir del 18 de setembre de 2018)
  - S'afegeix una funció per fer còpies de seguretat de les partides.
  - Es permet compartir per les xarxes socials fins a quatre captures en forma d'imatge o un vídeo.
  - Es poden triar nous icones basats en Captain Toad: Treasure Tracker.
  - Es limita la exposició de notícies basades en la configuració de control parental aplicada.
  - Permet canviar la configuració de llengua del teclat USB.
  - S'elimina l'opció en què no es podia desvincular el Nintendo Account de l'usuari de Nintendo Switch després d'actualitzar-la.
  - Es fan alguns ajustos a un comandament llicenciat per Nintendo.
- Versió del menú: 5.1.0 (disponible a partir del 30 de maig de 2018)
  - S'han realitzat millores addicionals a l'estabilitat general del sistema i altres ajustos menors per millorar l'experiència de l'usuari.
- Versió del menú: 5.0.2 (disponible a partir del 16 d'abril de 2018)
  - Resol un problema on sensors de moviment reaccionaven incorrectament en alguns jocs.
  - Resol un problema on alguns icones de jugadors agregats no es mostraven correctament.
- Versió del menú: 5.0.1 (disponible a partir del 26 de març de 2018)
  - S'han realitzat millores addicionals a l'estabilitat general del sistema i altres ajustos menors per millorar l'experiència de l'usuari.
- Versió del menú: 5.0.0 (disponible a partir del 12 de març de 2018)
  - Ara es poden afegir amics a Nintendo Switch ja afegits als comptes de Facebook o Twitter de l'usuari.
  - S'afegeixen nous icones relacionats amb els jocs de Arms i la saga de Kirby.
  - Les descàrregues encarregades des d'un ordinador o dispositiu intel·ligent es començaran a realitzar més abans.
  - Permet filtrar notícies segons no llegides o segons canals específics.
  - S'afegeix un nou mètode per introduir el PIN del control parental, basat en els botons del comandament.
  - Certs vídeos capturats a l'àlbum no es podran visionar si la qualificació per edats del videojoc en qüestió supera els límits del control parental.
  - Amb l'aplicació per a mòbils Nintendo Switch Parental Controls, es poden afegir certs títols a una llista blanca per excloure'ls de les limitacions per control parental.
  - Es podran rebre notificacions quan un joc pre-pagat ja es pugui jugar.
  - El color del "mànec" del Pro Controller es veu reflectit en la consola.
  - S'arregla un problema relacionat amb l'activitat del jugador, ja que les dades no es mostraven correctament.
  - S'han realitzat millores addicionals a l'estabilitat general del sistema.
- Versió del menú: 4.1.0 (disponible a partir del 4 de desembre de 2017)
  - S'han realitzat millores addicionals a l'estabilitat general del sistema i altres ajustos menors per millorar l'experiència de l'usuari.
- Versió del menú: 4.0.1 (disponible a partir del 25 d'octubre de 2017)
  - Es canvia l'especificació del procés de connexió HDMI per coincidir amb el de la versió 3.0.2 d'adreçar problemes de sortida d'àudio i vídeo en alguns models de televisor.
  - S'han realitzat millores addicionals a l'estabilitat general del sistema i altres ajustos menors per millorar l'experiència de l'usuari.
- Versió del menú: 4.0.0 (disponible a partir del 18 d'octubre de 2017)
  - Els usuaris ara poden mantenir el botó de captura per desar els últims trenta segons de jugabilitat a l'àlbum
  - Dotze imatges de perfil de Super Mario Odyssey i The Legend of Zelda: Breath of the Wild són afegides
  - Es poden transferir dades de perfil i partides
  - Es poden reservar jocs de la eShop
  - Nou disseny de la secció de notícies
  - Deixar de seguir un canal de notícies ara eliminarà tot el seu contingut de la secció fins que torni a re-seguir
  - Disponibles les llengües de xinès, xinès tradicional i coreà
  - Suport per a auriculars USB
  - Suport per a comandaments USB, així com comandaments GameCube via adaptadors
  - S'han realitzat millores addicionals a l'estabilitat general del sistema i altres ajustos menors per millorar l'experiència de l'usuari.
- Versió del menú: 3.0.2 (disponible a partir del 5 de setembre de 2017)
  - S'afegeix el servei Nintendo Switch Online
  - El mode en línia ara està disponible a Argentina, Brasil, Xile, Colòmbia i Peru (de franc, fins que el servei de pagament surti el 2018)
- Versió del menú: 3.0.1 (disponible a partir del 31 de juliol de 2017)
  - Es millora un problema en què la bateria restant no es mostrava correctament.
  - S'han realitzat millores addicionals a l'estabilitat general del sistema i altres ajustos menors per millorar l'experiència de l'usuari.
- Versió del menú: 3.0.0 (disponible a partir del 19 de juny de 2017)
  - Es pot subscriure a canals de temes concrets a "Notícies"
  - Es poden enviar peticions d'amistat a gent que es tenia a les llistes d'amic de 3DS i Wii U
  - Notificacions si els amics estan en línia
  - Es poden trobar comandaments connectats amb la funció de vibració
  - Es pot canviar l'ordre dels perfils d'usuari
  - Sis nous icones de perfil de Splatoon 2
  - Els ajustos ràpids ara permeten regular el volum
  - S'ha alterat el volum màxim
  - Estan disponibles les opcions de color invertit i grisos quant a formats de color
  - Es poden utilitzar teclats USB si es connecten a la base
  - Ara es pot utilitzar el Nintendo Switch Pro Controller amb un cable USB
  - Des d'Ajustos ara es pot actualitzar el firmware dels comandaments
  - El sistema recomanarà esborrar aplicacions per esborrar si no hi ha prou espai per a una descàrrega
  - S'han realitzat millores addicionals a l'estabilitat general del sistema i altres ajustos menors per millorar l'experiència de l'usuari.
- Versió del menú: 2.3.0 (disponible a partir del 15 de maig de 2017)
  - S'han realitzat millores addicionals a l'estabilitat general del sistema i altres ajustos menors per millorar l'experiència de l'usuari.
- Versió del menú: 2.2.0 (disponible a partir del 17 d'abril de 2017)
  - S'han realitzat millores addicionals a l'estabilitat general del sistema i altres ajustos menors per millorar l'experiència de l'usuari.
- Versió del menú: 2.1.0 (disponible a partir del 29 de març de 2017)
  - S'han realitzat millores addicionals a l'estabilitat general del sistema i altres ajustos menors per millorar l'experiència de l'usuari.
- Versió del menú: 2.0.0[8][9] (disponible a partir del 3 de març de 2017)
  - Capacitat per connectar-se a internet mitjançant punts Wi-Fi que necessitin registre.
  - Publicar captures de pantalla a les xarxes socials.
  - Obtenir notícies mitjançant la funció Noticias.
  - Accedir a la Nintendo eShop.
  - Jugar online.
  - Vincular un compte Nintendo a la consola.
  - Utilitzar l'aplicació de control parental.
  - Rebre punts de My Nintendo mitjançant jocs físics comprats.
  - Permet encendre automàticament el televisor (que ha d'estar en stand by) ficant la consola a la seva base.
- Versió del menú: 1.0.0 (disponible a partir del 3 de març de 2017)
  - Versió de fàbrica de Nintendo Switch.